# Xã Fertile, Quận Walsh, Bắc Dakota
Xã Fertile (tiếng Anh: Fertile Township) là một xã thuộc quận Walsh, tiểu bang Bắc Dakota, Hoa Kỳ. Năm 2010, dân số của xã này là 250 người.